# Lockheed KC-130
Die Lockheed KC-130 ist die Tankerversion des US-amerikanischen taktischen Transportflugzeuges C-130 Hercules. Eingesetzt wird diese Variante vor allem vom US Marine Corps, da sie im Gegensatz zu anderen Tankflugzeugen langsam genug fliegen kann, um Hubschrauber zu betanken.

## Beschreibung
Nachdem Ende der 1950er-Jahre die C-130 bei den US-Streitkräften eingeführt worden war, kamen erste Überlegungen auf, das Muster neben den eigentlichen Transportmissionen auch für weitere Aufgaben zu verwenden. Dafür gab es primär zwei Gründe: Zum einen hatte sich die Hercules frühzeitig als äußerst flexible Maschine erwiesen, weshalb weitere Adaptionen möglich erschienen, und zum anderen erhoffte man sich durch das einheitliche Muster die Betriebs- und Wartungskosten zu reduzieren.

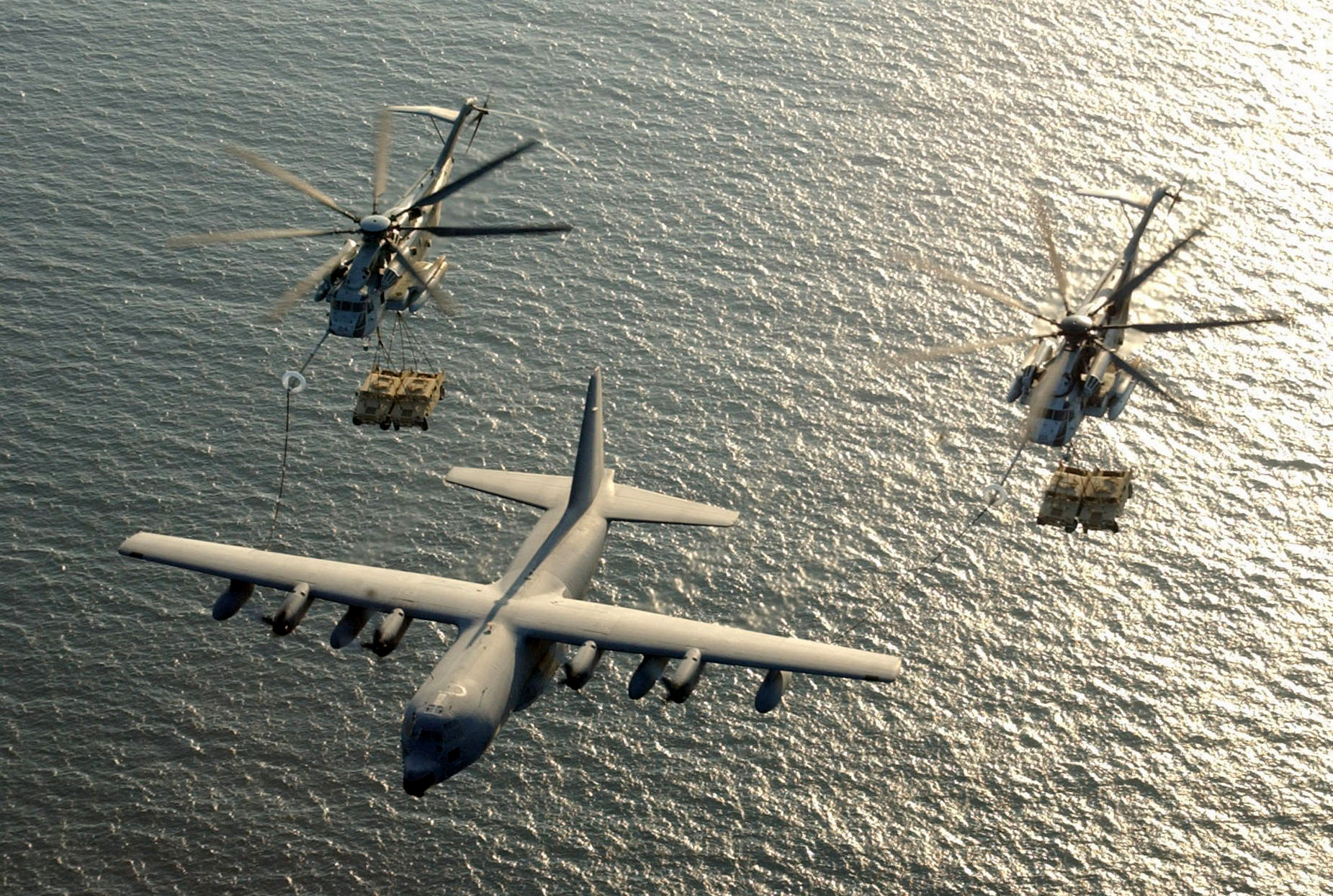
Der primäre Vorteil der KC-130 ist die Möglichkeit zur Luftbetankung von Hubschraubern

Ende 1959 wurde mit den Umbauarbeiten an einer C-130B begonnen. Dafür wurde unter den Tragflächen abwerfbare Zusatztanks und zwei Betankungssonden montiert. Im Januar 1960 absolvierte schließlich die erste umgebaute KC-130B ihren Erstflug. Nach erfolgreichen Testflügen wurden insgesamt sechs Maschinen zu KC-130B-Tankern umgebaut und ab 1962 in Dienst gestellt.
Im aufkommenden Vietnamkrieg erwiesen sich die KC-130-Tanker als äußerst wichtig, da hier zum ersten Mal Hubschrauber in großen Verbänden zum Einsatz kamen. Da sie ihre Geschwindigkeit nicht weit genug drosseln konnten, waren die KC-135-Tankflugzeuge nicht geeignet, die Hubschrauber in der Luft zu betanken. Diese Aufgabe übernahm die KC-130. Dadurch stieg auch der Bedarf an weiteren Maschinen und es wurden schließlich 46 KC-130F-Tanker gebaut. Im Gegensatz zur KC-130B waren die KC-130F-Maschinen komplett neu- und nicht umgebaut worden. Die U.S. Air Force nutzte den gleichen Luftbetankungsbehälter an HC/MC-130-Varianten ebenfalls zur Luftbetankung von Hubschraubern.
Nach dem Vietnamkrieg begann man damit, die Produktionslinien entsprechend der C-130 umzustellen. So wurde 1976 schließlich die KC-130R in Dienst gestellt, bevor in den 1980er-Jahren die KC-130T folgte. Nach dem Ende des Kalten Krieges sanken zunächst die Verteidigungsausgaben und man suchte nach Einsparmöglichkeiten. Dabei wurde das Konzept des „Multi-Mission-Tankers“ entworfen, das später auch auf andere Muster übertragen wurde, wie zum Beispiel den Airbus A330MMRT. Der primäre Bestandteil dieses Konzeptes ist es, die Transportkapazität der KC-130 zu erhalten und die Maschinen somit – je nach Bedarf – sowohl als Tankflugzeug als auch als taktischen Transporter einsetzen zu können. Dies wurde schließlich mit der KC-130J realisiert, die 2004 in Dienst gestellt worden ist.
Die Erfahrungen im Irak und in Afghanistan haben gezeigt, dass eigentlich wenig leistungsfähige, langsame Flugzeuge, die aber über eine enorme Feuerkraft verfügen, wie die A-10 Thunderbolt II und die AC-130 Spectre, von großem militärischen Wert sind. Dies ist unter anderem darauf zurückzuführen, dass die Alliierten einerseits über diesen Schauplätzen über die uneingeschränkte Luftherrschaft verfügen – eine grundlegende Voraussetzungen für den Einsatz von leicht verwundbaren Flugzeugen wie der Spectre – andererseits die oft im Gebirge verschanzten Guerilla-Kämpfer nur mit enormer Feuerkraft wirksam bekämpft werden können. Diese Einsicht führte beim USMC zum Wunsch, wie die U.S. Air Force ebenfalls über Gunships zu verfügen. Genauere Betrachtungen ergaben jedoch, dass der Aufbau und Unterhalt einer Staffel mit zwölf AC-130J-Gunships die gleichen Kosten wie 45 KC-130J-Tankflugzeuge verursachen würden. Als Kompromiss wurde das Programm Harvest Hawk ins Leben gerufen, bei dem die Maschinen nach Umrüstung auch als Angriffsflugzeuge eingesetzt werden können.
Die KC-130 wurde seit dem Vietnamkrieg praktisch bei jeder militärischen Operation des USMC eingesetzt, zuletzt bei der Operation Odyssey Dawn über Libyen, wo sie eine Rettungsaktion für abgestürzte Piloten unterstützte.

## Varianten

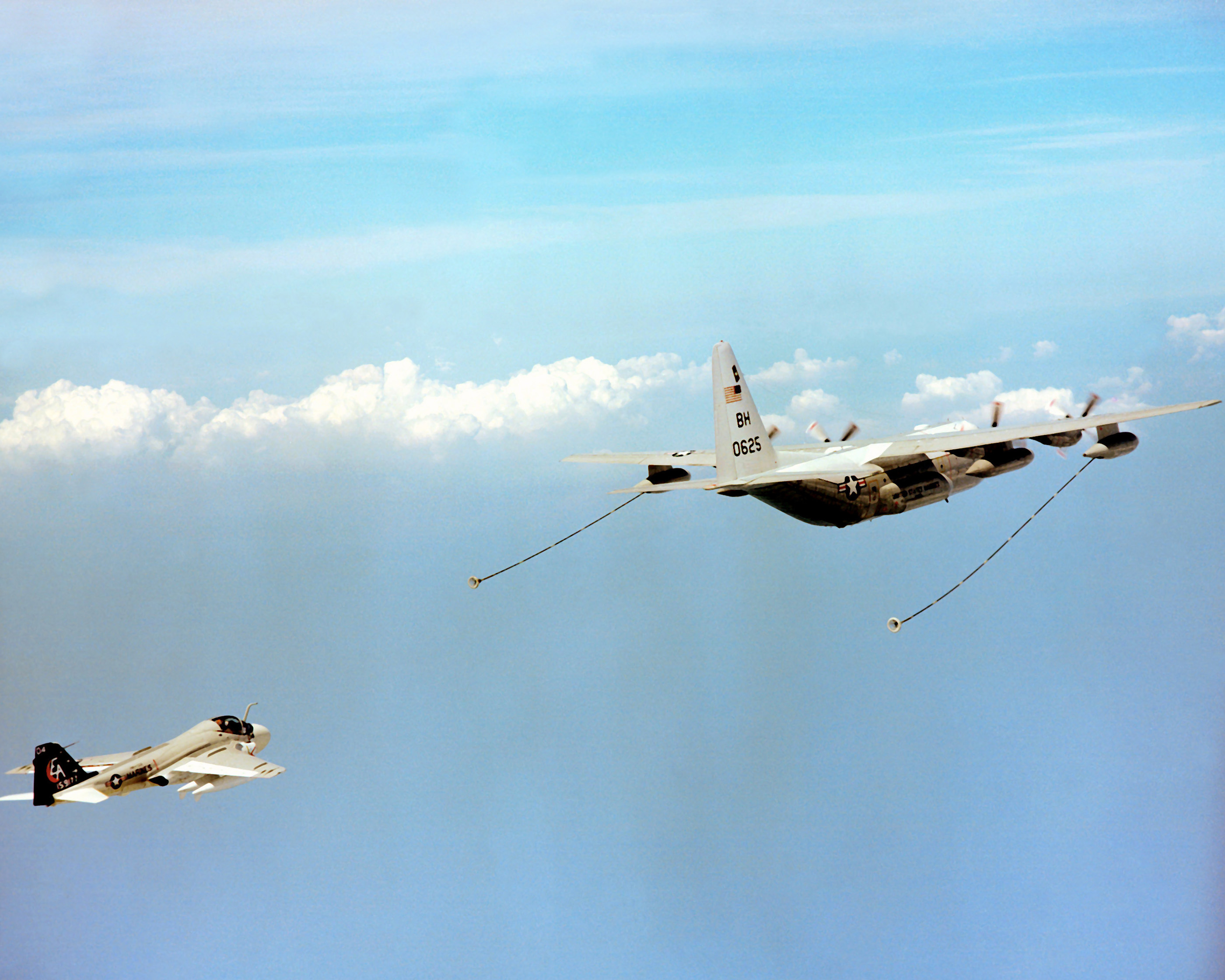
KC-130R bei der Betankung einer A-6E Intruder

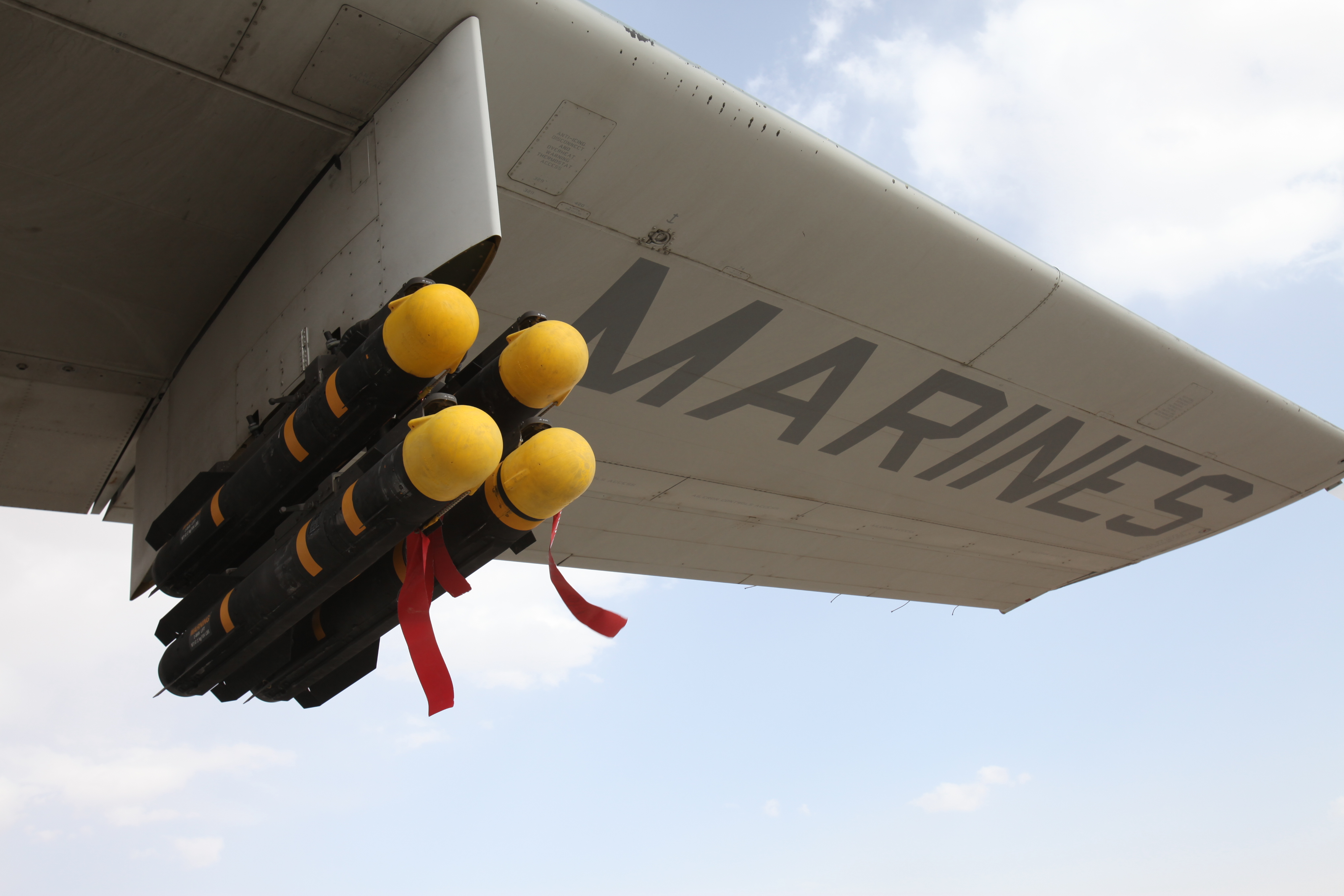
Hellfire-Raketen unter der Tragfläche einer KC-130J

KC-130B
Ausgangsmuster, für welches sechs C-130B-Maschinen umgebaut worden sind. Alle Maschinen sind später verkauft worden: vier gingen an die Luftwaffe Singapurs, zwei an die Luftwaffe Indonesiens.
KC-130F
Verbesserte KC-130B, von welcher insgesamt 46 Maschinen neu gebaut worden sind. Diese waren bis 2006 im aktiven Dienst beim USMC.
KC-130H
33 gebaute Maschinen auf Basis der C-130H.
KC-130R
Abwandlung der KC-130H, 14 gebaut.
KC-130T
Abwandlung der KC-130H, 28 gebaut.
KC-130J
Die KC-130J ist die aktuelle Version der KC-130. Sie basiert auf der C-130J Super Hercules.
KC-130J Harvest Hawk
Die derzeit in Beschaffung befindlichen KC-130J-Tanker des USMC sollten in einer sekundären Rolle bewaffnet werden. Die Bewaffnung soll dabei modular sein und so nur den Flugzeugen zur Verfügung stehen, die sich im Einsatz befinden. Vorerst sollen drei solcher Kits beschafft werden, bis 2011 sollen das neun Stück sein und bei der Indienststellung der letzten KC-130J sollen zwölf Kits zur Verfügung stehen. Das Programm ist dabei in vier Phasen unterteilt:
Harvest Hawk Capability I
Alle KC-130J des USMC sollen mit der für den Waffeneinsatz notwendigen Verkabelung ausgerüstet werden. Zudem werden Roll-on/Roll-off-Bedienkonsolen sowie ebenfalls zwischen den Maschinen austauschbare AN/AAQ-30-TSS-Aufklärungssysteme von Lockheed Martin beschafft.
Harvest Hawk Capability II
Capability II umfasst den Ersatz des Betankungspods unter der linken Tragfläche durch eine M299-Raketenhalterung für vier AGM-114 Hellfire. Der Betankungspod unter der rechten Tragfläche bleibt erhalten.
Harvest Hawk Capability III
Als weitere Bewaffnung soll im Rahmen von Capability II eine 30-mm-Kanone eines noch unbestimmten Typs eingerüstet werden. In Frage kommen die M230 Chain Gun und die M44 Bushmaster II. Die Waffe soll ebenfalls mit geringst möglichem Aufwand in verschiedenen Flugzeugen eingesetzt werden können.
Harvest Hawk Capability IV
Schließlich sollen auch noch andere Typen Lenkwaffen mitgeführt werden können. In Frage für diese Capability IV genannte Endausstattung kommt insbesondere die Gleitbomben GBU-44 Viper Strike und AGM-175 Griffin.
Verbindlich bestellt sind derzeit lediglich je zwei Kits für Capability I und II, womit auch bereits Tests an einer KC-130J stattfanden. Capability III und IV befinden sich derzeit lediglich in einem Planungsstadium.

## Technische Daten

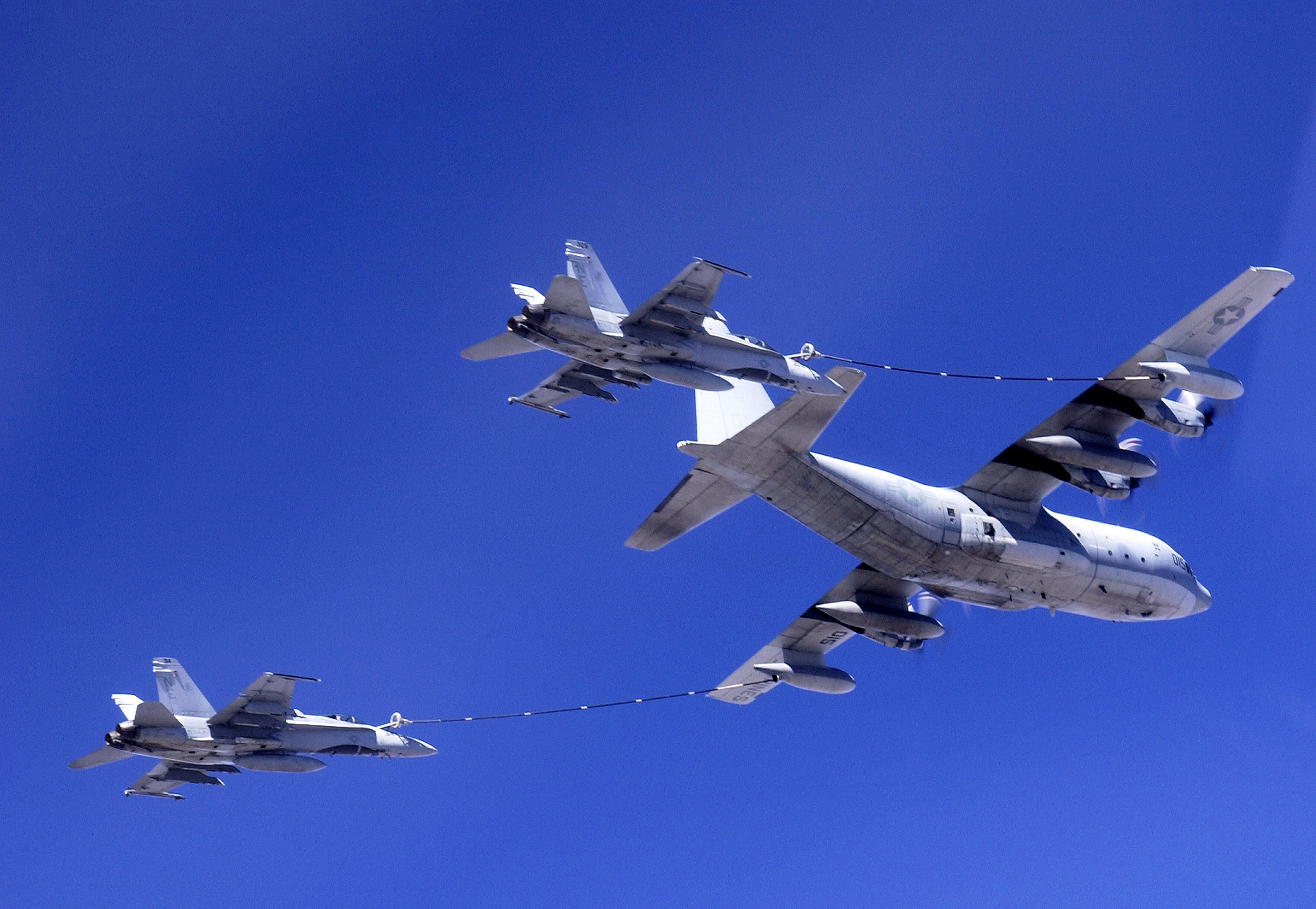
Luftbetankung zweier F/A-18 Hornet im Rahmen des Manövers „Sentry Eagle“

| Kenngröße               | Daten der KC-130J                                   |
| ----------------------- | --------------------------------------------------- |
| Besatzung:              | 3 (bis zu 92 Passagiere als taktischer Transporter) |
| Länge:                  | 29,79 m                                             |
| Spannweite:             | 40,41 m                                             |
| Höhe:                   | 11,84 m                                             |
| Flügelfläche:           | 162,12 m²                                           |
| Leergewicht:            | 34.274 kg                                           |
| Normales Startgewicht:  | 70.305 kg                                           |
| Maximales Startgewicht: | 79.378 kg                                           |
| Zuladung:               | 19.090 kg oder bis 96 Passagiere                    |
| Höchstgeschwindigkeit:  | 671 km/h                                            |
| Marschgeschwindigkeit:  | 643 km/h                                            |
| Dienstgipfelhöhe:       | 8.615 m                                             |
| Reichweite:             | 5.250 km                                            |

## Nutzer
Außer bei den US-Streitkräften war oder ist die KC-130 Hercules in verschiedenen weiteren Staaten im Einsatz. Die Bundeswehr betreibt drei Maschinen vom Typ KC-130J bei der deutsch-französischen Transportstaffel „Rhein/Rhîn“ auf dem Militärflugplatz Évreux-Fauville in der Normandie.
| - Argentinien - Brasilien - Chile - Deutschland - Frankreich - Indonesien - Israel | - Italien - Japan - Kanada - Kuwait - Libyen - Malaysia - Marokko | - Peru - Saudi-Arabien - Schweden - Singapur - Spanien - Uruguay - Vereinigte Staaten |

## Zwischenfälle
(darin sind auch Zwischenfälle mit der KC-130 enthalten)